# Vigna umbellata
Vigna umbellata é uma espécie de planta dicotiledónea da família Fabaceae conhecida pelo nome comum de feijão-arroz. A espécie é originária de Kerala, Himalaia e China Central onde é encontrada em populações silvestres.